# Hector MacKenzie
Pour les articles homonymes, voir MacKenzie.
Hector Uisdean MacKenzie, baron MacKenzie de Culkein (né le 25 février 1940) est un infirmier écossais et ancien responsable syndical.

## Biographie
Il est le fils de George MacKenzie et Williamina Sutherland et fait ses études à l'école publique Isle of Erraid à Argyll, à l'école publique Aird sur l'île de Lewis, au Nicolson Institute à Stornoway et à la Portree High School à Skye. Il fréquente ensuite la Leverndale School of Nursing à Glasgow et la West Cumberland School of Nursing à Whitehaven.
MacKenzie est étudiant-infirmier à l'hôpital Leverndale de 1958 à 1961 et à l'hôpital West Cumberland de 1964 à 1966. En 1969, il travaille pour la Confédération des employés des services de santé, d'abord en tant que secrétaire régional adjoint, puis de 1970 à 1974 en tant que secrétaire régional pour le Yorkshire et les Midlands de l'Est. Il est officier national de 1974 à 1983, secrétaire général adjoint de 1983 à 1987 et secrétaire général de 1987 à 1993.
MacKenzie est membre de l'UNISON, dont il est secrétaire général associé entre 1993 et 2000.
En 1966, il reçoit la médaille d'or Lindsay Robertson pour l'infirmier de l'année, et en 1999, il est créé pair à vie en tant que baron MacKenzie de Culkein, d'Assynt dans les Highlands.
Il est marié à Anna Morrison de 1961 à 1991; ils ont un fils et trois filles.
Il démissionne de la chambre des Lords le 8 juillet 2024.